# 亞細亞功夫世代
亞細亞功夫世代（英文：ASIAN KUNG-FU GENERATION，日語片假名表記：アジアン・カンフー・ジェネレーション）是日本四人組成的搖滾樂團，所屬唱片公司為Ki/oon唱片（隸屬SONY BMG），在日本略稱為：AKG、阿吉康（アジカン），或常被歌迷戲稱為：鯵缶（發音同アジカン）。要以漢字表示的時候（例如巡迴演唱會T恤等），會使用「亞細亞的功夫世代」當稱呼。在所謂「下北系」（在東京下北澤地區LiveHouse活動的樂團）裡，被稱為搖滾樂團的代表。在動畫《火影忍者》的影響之下，廣受海外歡迎。
該團受到英倫搖滾等影響，以厚重的吉他以及高度抽象的歌詞為特徵。所有專輯封面皆由日本插畫作家中村佑介所繪（自主製作盤除外）。
歌詞全都是由主唱後藤正文所寫。歌曲大部份都出自於後藤手筆，但是其他成員也有份參與作曲。

## 團名
該團名稱的由來，是因為主唱後藤彷效其心愛的日本搖滾組合「祢米歇爾槍大象」的歌曲喜歡以3個英文單字命名，而且後藤也喜歡功夫電影，故最後決定為自己的組合取名為ASIAN KUNG-FU GENERATION。「期望此名字能令海外的聽眾也覺得驚天動地」，後藤曾如此說。
團名受到綠洲樂隊的諾爾·蓋勒格「精彩要命的團名」的評價。比起正式名稱，簡稱「阿吉康」（アジカン，AJIKAN）的知名度比較高。椎名林檎稱他們為「阿吉胡」（アジフー，AJIFU）。在文字媒體中，也有被簡稱為「AKG」、「AKFG」的情況。

## 歷史

### 創團與獨立發行（1996年－2002年）
1996年，亞細亞功夫世代於橫濱关东学院大学輕音樂部組成，該樂團成員為後藤正文（歌唱與吉他）、喜多建介（吉他與歌唱）、山田貴洋（貝斯與歌唱）、伊地知潔（鼓手）四人組成。
其經過是，在新生歡迎會當日相識的喜多邀請後藤，翌日經過確認工作而組成了樂團。其後，後藤跟當時在學會的房間裡孤獨一人的山田談話，被問到「喜歡的樂團是什麼？」的時候，山田回答是「披頭四」而被後藤邀請加入。其後，在另一個樂團中活動過的伊地知也加入。（伊地知說「從老早以前就已經秘密地以當上這樂團的鼓手為目標」）
對後藤、喜多、山田來說，亞細亞功夫世代就是他們第一次組成的樂團。在大學時期，他們也個別屬於過不同的樂團。當時，他們以全英文歌詞的原創歌曲在學校內，以及家鄉橫濱為中心舉行現場表演。大學畢業後，各人也一邊工作一邊繼續樂團活動。
2000年，發行以全英詩獨立製作6首新曲的大碟《時光已逝而我再也看不到你》（The Time Past and I Couldn't See You Again）。限定於演唱會會場及網際網路發售。
2001年，在橫濱CLUB24舉行「YMD」 、「灣岸未來」（BAYSIDE FUTURE）等自行計劃的活動。他們完成了首次以日語詩作成的歌曲《粉雪》，將音源送往FM電台內各個獨立製作節目內，並首次以立體聲廣播播於他們的歌曲。當時為他們作廣播的FM電台是橫濱FM。
隨後，推出了將日語詩引入歌曲而成的第２張獨立製作CD《我正站在這裡》（I'm standing here）。開始於外界及各小型表演會場非常流行。這個時期樂團由澀谷至下北澤 、吉祥寺等地積極地進行小型現場演唱活動。
2002年，參加了UNDER FLOWER RECORDS的CompletionCD。

### 《崩壞音箱》與《緊繫著你5M》（2002年－2004年）
2002年11月，發行了首張正式作品的迷你專輯《崩壞音箱》。除了High Line Record的連續每週排行榜第1位之外，也獲得了Oricon樂曲排行榜第35位。
2003年4月23日，《崩壞音箱》由Ki/oon Records異常地再發行的形式於主流市場推出。當中收錄在內的《遙遠的彼方》（遙か彼方）是動畫《火影忍者》的片頭曲。同日，出席CX系列的ELVIS，其後到《警笛》為止一共製作了5個特輯。此外，《遙遠的彼方》的PV是出自ELVIS Team的手筆。
同年夏天，也登上FUJI ROCK FESTIVAL新人舞台(ROOKIE A GO GO), SUMMER SONIC 東京・大阪音樂節演出。8月11日，於新宿LOFT舉辦了首次的NANO-MUGEN FES。11月19日，發行了首張正式專輯《緊繫著你5M》。
2004年4月7日，以TOKYO FM作為主播電台於JFN系列38局開始播放MOTHER MUSIC RECORDS~Over Drive。7月1日，舉辦NANO-MUGEN FES at武道館。《重寫》被起用為動畫《鋼之鍊金術師》的主題曲。

### 《Sol-fa》與《同好會》（2004年－2006年）
2004年10月20日，發行第2張專輯《Sol-fa》。首次登場就登上排行榜第1名。是AKG的第一個成就。
2005年3月28日，《到你的城市》於SPACE SHOWER 音樂錄影帶獎獲得了最佳概念MV獎。7月9日，於横濱體育館舉辦了NANO-MUGEN FES 2005。出席SUMMER SONIC '05。 和Oasis、Weezer同台演出
由2004年開始的MOTHER MUSIC RECORDS~Over Drive結束。現在在播放其接班節目"SCHOOL OF LOCK!" (TOKYO FM，每逢星期三 23:05~)
2006年，迎接了樂團成立10週年。2月15日，發行第8張單曲《World Apart》。記錄了AKG的第一個Oricon單曲銷量榜首次登場第1位的成績。3月7日，於栃木縣的日光市立東中學校舉行了只限學生參加的音樂會。（"SCHOOL OF LOCK!"中的計劃）
3月15日，發行第3張專輯《同好會》。7月16日~7月17日，於橫濱體育館舉辦了"NANO-MUGEN FES 2006"。7月28日，出席了這年的FUJI ROCK FESTIVAL（7月28日~30日）。實現了於綠舞台（Green Stage）表演的願望。

### 《Feedback File》（2006年－2007年）
10月25日，發行了首張編輯盤（精選作品）《Feedback File》。收錄了首次公開的〈繪画教室〉和〈毫無進展的夜晚〉（堂々巡りの夜）。另外，初回限定版附有兩枚DVD。11月29日，發行第9張單曲「或る街の群青」。被起用為12月23日上映的「鉄コン筋クリート」（松本大洋動畫電影惡童）的主題曲，是史上首次與電影的合作。
2007年3月21日，預定發行收錄了Tour醉杯 2006-2007 the start of a new season～情況的3rd DVD "映像作品集3卷"。也預定參加於同日發行的HUSKING BEE的Tribute Album的「欠けボタンの浜（欠缺釦子的海邊）」。
4月21日，預定發行第2本寫真書「春か、遥か（“春天，遙遠”日文的春天和遙遠的讀音同為Haruka）」。另外，也決定了參加4月舉行的ARABAKI ROCK FESTIVAL。
7月29日，出席了在韓國舉辦的INCHEON PENTAPORT ROCK FESTIVAL 2007。是首次於海外的演出。
11月7日，發行第10張單曲《黑夜之後》。被起用為動畫BLEACH的主題曲。

### 《世界 世界 世界》（2007年－2008年）
2008年2月6日，發行第11張單曲《滾動的岩石，清晨降臨到你身邊》。2008年3月5日，發行第4張專輯《世界 世界 世界》。 3月26日，發行「映像作品集4卷」。 6月11日，發行第2張迷你專輯《至今未見的明天》。7月9日，發行「ASIAN KUNG-FU GENERATION presents NANO-MUGEN COMPILATION 2008」。

### 《衝浪 文學 鎌倉》（2008年－2009年）
和前作只相距8個月的第5張專輯《衝浪 文學 鎌倉》公佈發售消息。這張專輯的某些歌曲是一同與之前的單曲發表，一take過（一次過錄音而中間不經過剪接）的錄音，通稱「湘南系列」的集大成，全數都收錄在這次的專輯內。
從2005年開始的『SCHOOL OF LOCK!』（TOKYO FM、水曜日23:05〜）無限期暫停。他們說「想要一個準備時間」。3月25日，發行收錄NANO-MUGENFES.2008、tour酔杯2008 新宿ロフト･日本武道館的live於DVD『映像作品集第5巻〜live archives 2008〜』。為2008年眾多的活動做一個回首。7月1日，發行『ASIAN KUNG-FU GENERATION presents NANO-MUGEN COMPILATION 2009』。10月7日，發行DVD『映像作品集6巻〜Tour 2009 ワールド ワールド ワールド〜』。12月2日，發行第13張單曲「新世紀のラブソング」。
2010年3月31日，發行第14張單曲「ソラニン」。4月6日，重新開始『SCHOOL OF LOCK!』（TOKYO FM、月 - 木曜日22:00〜）的「アジカンLOCKS!」。5月26日，發行第15張單曲「迷子犬と雨のビート」。並為動畫『四畳半神話大系』採用為片頭曲。

### 《Magic Disk》與《Best Hit AKG》（2009年－2012年）
2010年6月23日，發行第6張專輯《Magic Disk》。8月1日，在FUJI ROCK FESTIVAL'10（7月30日〜8月1日）中表演。為第二次於Green Stage表演。9月28日，『SCHOOL OF LOCK!』的「アジカンLOCKS!」無限期暫停。
2011年1月19日，發行『映像作品集7巻』。7月1日，發行『ASIAN KUNG-FU GENERATION presents NANO-MUGEN COMPILATION 2011』。11月30日，發行第16張單曲「マーチングバンド」。
2012年1月18日，發行第一張精選輯《BEST HIT AKG》。4月11日，發行第17張單曲「踵で愛を打ち鳴らせ」。6月27日，發行『ASIAN KUNG-FU GENERATION presents NANO-MUGEN COMPILATION 2012』。7月25日，發行第18張單曲「それでは、また明日」。並被動畫『劇場版NARUTO-ナルト-「ROAD TO NINJA-ロード・トゥ・ニンジャ」』採用為主題曲。

### 《Landmark》迄今
2012年9月12日，發行第7張專輯『ランドマーク』。11月18日，在臺灣的Legacy Taipei開唱。

## 成員
後藤正文（ごとう まさふみ／Gotou Masafumi·1976年12月2日－）
擔任該團的主唱及吉他部分。並擔任作詞、作曲的工作。暱稱：ゴッチ（Gotch）。前Skeletons成員。靜岡縣島田市人，关东学院大学經濟學系畢業，已婚。
在失學中，於空閒時彈奏吉他，那是他踏上音樂這條路的開端。在3位兄弟姐妹中他是長子，有著棒球非常厲害的弟弟和他相差10歲的妹妹。從27歲生日後為了戒菸而音域變得很高，自「君繋ファイブエム」以後的樂曲，他特有的喊叫聲幾乎是不可能聽到。喊叫歌曲逐漸稀少樂曲泛圍變廣了，為此珍惜的歌迷也很多。大學畢業後的上班族時期，曾當過業務及web設計人員的經驗，能流暢敲打鍵盤。他的愛用個人電腦為iBook。自稱「網路之子」。在2004年的巡迴演唱中買了GBA，第一次玩的遊戲為「DERBY STALLION （页面存档备份，存于）」。
先前常使用的吉他是目前已經停產的Gibson Marauder，現因覺得出力不足，而主要使用Gibson Les Paul Secial Double Cutway 。於PV（即MV）裡的演奏場面依然見他繼續使用「Marauder」，看來他對該吉他仍有所留戀。
於最近的Live裡主要使用Gibson Les Paul Special吉他（黃色、紅色）或 Jr（紅色主要是降半音時使用，其他譬如於「アフターダーク」的Live上曾用過Jr的John Lennon Model吉他）而偶爾也會使用Les Paul standard 這支吉他。
出道時曾使用Roland JC-160（現在已停產），使用裝配了P-90的吉他之後，便以Fender Twin ReVibe及Fender Vibro King去演奏。近日買入了一支價值100萬日元的吉他。
擔任New Order的專輯 「WAITING FOR THE SIRENS' CALL」裡「Krafty」的日語作詞
曾在PIA（日本大型發售門票網頁）中有連載專欄。內容是每次在決定好和五十音配合好的主題，後藤便會在Rock（音樂上）及關於個人的話題上討論。連載完了後1年便會集合起來，以對談形式出書，發表「Gotch語録 GOTCH GO ROCK」（ISBN 4835616138）
官網的日記亦是由他親自撰寫，裡面記述每天錄音的記敍和雜感等、連開會時的模樣也鉅細靡遺地記錄下來（主流藝人居然如此將每日的記錄向外發表實在極為罕見）。2003年7月，曾撰文反對CD以「Copy ControlCD」（CCCD）的形式發行，來表達不滿。曾有一個時期（自2004年10月22日開始）日記是用接龍（用上一句字尾接下一句字頭）方式當標題。
自稱是「全日本能夠把吉他彈片拋到最遠的男子」。其本人也在Tour2006 「count4my8beat」的新潟表演中那樣說後，以彎腰的姿態向觀眾拋出了數枚彈片。此外，在Tour醉Cup 2006-2007「The Start of a new season」的札幌表演中也做了同樣的事情。
喜多建介（きた けんすけ／Kita Kensuke·1977年1月24日－）
團長。擔任該團的吉他及合聲部分。參與「ブルートレイン 」（Blue Train）的作曲，另「嘘とワンダーランド」（謊言與wonderland）一曲是由喜多獨自作曲並擔任主唱。暱稱：キタケン、建ちゃん、ケンスイ、喜多建設等等。「喜多建設」指的是喜多酒醉時的狀態。
神奈川縣橫濱市人。关东学院大学經濟學系畢業。曾有一段時期，製作商業用冷蔵庫推銷的廣告曲。4兄弟之中排行第3。
在「崩壊アンプリファー」（崩壞音箱）之前已經開始記錄編曲。這是因為以前沒有使用自己的擴音器而用來記下配譜及和弦的。最近除了巡演等的Set List之外已沒有記下其他事情。
以前，曾經將對Oasis的Live作出的批評投稿到「Rocking on」（日本音樂雜誌）而被刊登。是在樂團裡稱霸的遲到大王。後藤說：他從來也沒有改善的眉目，曾經因為遲到而趕不上飛機。
電台「SCHOOL OF LOCK!」內的角落及「アジカン LOCKS! （页面存档备份，存于）」內擺有一隻「喜多枕さん」的公仔。
主要使用的吉他，名稱是「生稻1号」。
山田貴洋（やまだ たかひろ／Yamada Takahiro·1977年8月19日－）
擔任該團貝斯手及合聲。有時會參與作曲。暱稱：山ちゃん、山さん。靜岡縣富士宮市人。关东学院大学文學院畢業。
由山田負責和聲部分，後藤負責本曲部分，以這種方法創作的作品（例如《警笛》等）特別被高度評價。
在「ループ&ループ」(Loop & Loop )PV開頭出現的「渋山貴光」實為山田本人。在現場演唱會山田會一天喝2公升左右的「山田特製飲品」。身懷書道6段的本事。盛載精品用的袋子也曾使用他親自寫的文字。
不能用手指彈奏。也有名為「やもだ　尚志」（Yamoda Hisashi）的另一個身份，Yamoda並不是一個日本姓氏，只是姓氏山田（Yamada）的誤音。以前山田主要使用Fender的Jazz Bass，不過因為被團員指出Bass的聲音很難聽得出來，所以現在主要使用比Jazz Bass的聲音較大的Precision Bass。另外，山田雖然習慣將Bridge（琴橋，即把Bass弦下端扣實的部份）套住來使用，不過這只不過是因為用彈片來彈奏的時候，側面會碰到Bridge，會擦傷（手）皮所至。
在母校靜岡縣立富士高校第50屆的文化祭「富嶽祭」，面向在校生的Video Letter上演出。是AKG裡最搞笑的人。
伊地知潔（いぢち きよし／Idichi Kiyoshi·1977年9月25日－）
擔任鼓手。暱稱除潔之外還有キヨシ、キヨポン、伊地知乃親方（親方解首領的意思）、ピーカン先生、伊地知勝等等。
神奈川縣鎌倉市人。关东学院大学理學院畢業。是一個基督教徒。大學時代加入AKG之前組成過名為CARAMELMAN的樂團，雖然曾經同時兼顧AKG和CARAMELMAN，不過於2003年退出CARAMELMAN。（曾是CARAMELMAN的主宰人）
該團中唯一喜歡重金屬音樂的團員，而且並不受到團員的理解。另外，跟其他團員比較，他跟英倫搖滾比較疏離。Bass Drum上"ASIAN KUNG-FU GENERATION"的血書，正是出自他的手筆。
在「ラストシーン」（Last Scene）裡抱著吉他盡情地彈奏的他，負責Noise Guitar的部份。在「月光」中彈奏鋼琴。據後藤說，他很容易忘記曲譜，卻擁有很高的技術，這可能是由於以前擔任過步操管樂隊- Marching Band的緣故。中學時已參加過國家級的步操管樂隊，擔任敲擊樂手（Percussion），但不能融入隊員當中，1年半後退會。
使用的鼓全都是Pearl製的，現在愛用的是Refernce。而鐃鈸（cymbal）則全部使用Sabian製的，現在的是Vault Crash，AA-MetalX ride，AA chinese，AA splash，而所愛用的是HHX Manhattan jazz ride。

## 實況錄音
- five nano seconds（2004年1月19日－2月25日）
  - 第一次的巡迴演出。
- Tour酔杯(SUI CUP) 2004 ～No! Menber, November（2004年11月2日－12月5日）
  - 第一次在日本武道館的巡迴演出。
- Tour2005“Re:Re：”（2005年3月14日－6月26日）
- 酔杯2005 ～winter the dragon～（2005年2月1日－12月28日）
  - ※以上的日程有包括「外傳」在內。
- Tour2006「count4my8beat」（[2006年4月24日－7月9日）
- Tour酔杯 2006-2007 「The start of a new season」（2006年11月11日－2007年1月11日）
  - 第一次在大型體育館的巡迴演出。
- Tour 酔杯2007「～Project Beef～」（2007年12月1日－12月19日）
  - 共8都市10次公演的Live House Tour，也有在韓國舉行公演。
- Tour 2008　「ワールド ワールド ワールド」
  - 於3月5日發售第4張專輯，和「ワールド ワールド ワールド」一起開始發售的巡迴演出。預定4月23日開始在全日本公演。也預定於2月6日時購入的新單曲「転がる岩、君に朝が降る」登記ID及Password，便可以參加「Offical HP以抽選方式先行訂票」

## 音樂唱片作品

### 單曲
1. 未來的碎片（2003年8月6日發行）
2. 以你為名的花（2003年10月16日發行）
3. 警笛（2004年4月14日發行）
4. 無限迴圈（2004年5月19日發行）
5. 重寫（2004年8月4日發行）
6. 到妳的城市（2004年9月22日發行）
7. Blue Train（2005年11月30日發行）
8. World Apart（2006年2月15日發行）
9. 某個小鎮的深藍色（2006年11月29日發行）
10. 黑夜之後（2007年11月7日發行）
11. 滚动的岩石，清晨降临到你身边（2008年2月6日發行）
12. 藤澤loser（2008年10月15日發行）
13. 新世紀情歌（日语：新世紀のラブソング）（2009年12月2日發行）
14. Solanin（日语：ソラニン (曲)）（2010年3月31日發行）
15. 迷路的小狗與雨點的節拍（2010年5月26日發行）
16. 行軍樂隊（2011年11月30日發行）
17. 以腳跟拍打著愛（日语：踵で愛を打ち鳴らせ）（2012年4月11日發行）
18. 那麼，明天見（日语：それでは、また明日）（2012年7月25日發行）
19. 活在當下（2013年2月20日發行）

### 專輯

#### 迷你專輯
1. 崩壞音箱（2002年11月25日發行、2003年4月23日再發行）
2. 至今未見的明天（2008年6月11日發行）

#### 一般專輯
1. 緊繫著你5M（2003年11月19日發行）
2. Sol-fa（2004年10月20日發行）
3. 同好會（2006年3月15日發行）
4. 世界 世界 世界（2008年3月5日發行）
5. 衝浪 文學 鎌倉（2008年11月5日發行）
6. 魔碟（日语：マジックディスク）（2010年6月23日發行）
7. 地標（日语：ランドマーク (アルバム)）（2012年9月12日發行）

#### 編集盤
- Feedback File（以單曲中的c/w曲、未發表作品、LIVE表演收音的曲子構成的專輯）（2006年10月25日發行）

#### 精選輯
- BEST HIT AKG（日语：BEST HIT AKG）（2012年1月18日發行）

### DVD
映像作品集 1卷（2004年11月26日發行）
PV集。加入了「遙か彼方（遙遠的彼方）」及《到你的城市》及收錄了未公開的《警笛》PV。以特別影像形式將Making（即製作片段）與CM（即廣告片段）都收錄在內。也以UMD形式發售。
映像作品集 2卷 live at 武道館+（2005年4月20日發行）
兩張一組的Live DVD。收錄了「Tour醉杯2004~No! Menber, November」的最後一場的Live。關東學院大學的Live是由豊田利晃監督操刀的紀錄片。除此之外，在日本武道館的Live「海岸通り（濱海公路）」，是與嘉賓身份的弦一徹ストリングス（弦一徹strings）共同演出的。也以UMD形式發售。
- DISC 1
  - 2004年12月5日 日本武道館

- DISC 2
  - 2004年11月2日 下北澤SHELTER
  - 2004年11月4日 關東學院大學

映像作品集 3卷～Tour酔杯2006-2007 the start of a new season～（2007年3月21日發行）
收錄2006年12月9,10日在橫濱Arena舉行的演唱會。
映像作品集 4卷（2008年3月26日發行）
PV集。加入了「ブラックアウト（Blackout）」、「転がる岩、君に朝が降る（滾動的岩石，清晨降臨到你身邊）」、「ワールド ワールド ワールド（World World World）」及「新しい世界（嶄新世界）」內動畫片段的PV也有收錄。

## 其他作品
- fumidai vol.2
  - 「Hold me tight」（Live）
- ASIAN KUNG-FU GENERATION presents NANO-MUGEN COMPILATION（2005年6月8日發行）
  - 「ブラックアウト（Blackout）」
- ASIAN KUNG-FU GENERATION presents NANO-MUGEN COMPILATION 2006（2006年7月5日發行）
  - 「十二進法の夕景（12進位法的黃昏）」
- HUSKING BEE（Tribute Album）（2007年3月21日發行）
  - 「欠けボタンの浜（欠缺釦子的海邊）」
- ASIAN KUNG-FU GENERATION presents NANO-MUGEN COMPILATION 2008（2008年7月9日發行預定）
  - 「夏蝉」

### 書籍類
- 夏、無限。（ISBN 4789723569 2004年夏天的實況錄音·寫真紀實。2004年10月6日發行）
- ゴッチ語録 GOTCH GO ROCK!（ISBN 4835616138 後藤正文「Weeklyぴあ（WeeklyPia）」雜誌連載的專欄單行本化。2006年3月17日發行）
- 春か、遥か。（ISBN 9784789730747 『夏、無限。』的延續，實況錄音·寫真紀實第2弾。2007年4月27日發行）
- Asian・Kung-Fu・Licence（以Live tour等的形式可以Access到Content的CD-ROM）

### 自主制作盤
是團員在家用家庭電腦製成的作品，現在已經十分罕有。有時也見於網上拍賣，後藤則在日記批評此事。封面是由後藤設計的。此外也有數張Demo Tape, Completion Album的存在。英語歌詞的比例蠻多。
- 二兎を追うもの、一兎をも得ず（因追逐兩隻兔，最後一隻都得不到）
  - 與CARAMELMAN合作的Split Album

1. S.E. (Sexy Eddy)/CARAMELMAN
2. There is no Hope/ASIAN KUNG-FU GENERATION
3. Love/CARAMELMAN
4. Song of Blue（「青の歌」）/ASIAN KUNG-FU GENERATION
5. Baby Sleep Tonight/CARAMELMAN

- I'm standing here
  - 「粉雪」是後藤第一首以日文為歌詞的作品。另外，「運命（命運）」、 「Hold me tight」也含有日文歌詞。

1. Hold me tight
2. Need your love
3. 粉雪
4. 運命（命運）
5. I'm standing here
6. E

- THE TIME PAST AND I COULDN'T SEE YOU AGAIN

1. I wonder if everybody can sing there scream
2. Nothing is the matter?
3. Living dead
4. Wash out
5. Say no!
6. My friend

## 演出

### 電台節目
- SCHOOL OF LOCK!「アジカン LOCKS! （页面存档备份，存于）」 - TOKYO FM、週三23:05～（實際上是MOTHER MUSIC RECORDS的延續）

### 過去
- PR5000 - TOKYO FM
- MOTHER MUSIC RECORDS - TOKYO FM、週三23:00～

## 逸事
本樂團成員是漫画以及同名电视动画《孤獨搖滾！》四位主角的原型，後藤正文对应後藤一里，喜多建介对应喜多郁代，伊地知潔对应伊地知虹夏，山田貴洋对应山田涼，两个乐队都活跃于下北泽。另外，电视动画各话标题名均取名自AKG乐队演唱歌曲。

## 來源
1. ↑  .   [2008年10月30日]. （原始内容存档于2013年1月5日）.

## 外部連結
- ASIAN KUNG-FU GENERATION官方網站（日語） （页面存档备份，存于）
- ASIAN KUNG-FU GENERATION官方網站（英語） （页面存档备份，存于）
- Spectrum Management Co,.Ltd首頁（所屬經紀公司） （页面存档备份，存于）
- アジカンスタッフの「SOかもしんない」（STAFF BLOG） （页面存档备份，存于）
- NANO-MUGEN FES 2006 (AKG主辦音樂祭之官方網站（页面存档备份，存于）
- 亞細亞功夫世代的X（前Twitter）
- 後藤正文的X（前Twitter）
- Gotch的Instagram帳戶
- 伊地知潔的X（前Twitter）（後藤と伊地知のアイコンはLOSTAGEの五味岳久が作成）